# Limenitis fassli
Limenitis fassli är en fjärilsart som beskrevs av Hans Fruhstorfer 1915. Limenitis fassli ingår i släktet Limenitis och familjen praktfjärilar. Inga underarter finns listade i Catalogue of Life.